# Hanns-Martin Schneidt
Hanns-Martin Schneidt (* 6. Dezember 1930 in Kitzingen; † 28. Mai 2018 bei München) war ein deutscher Dirigent, Cembalist, Organist und Hochschullehrer.

## Leben

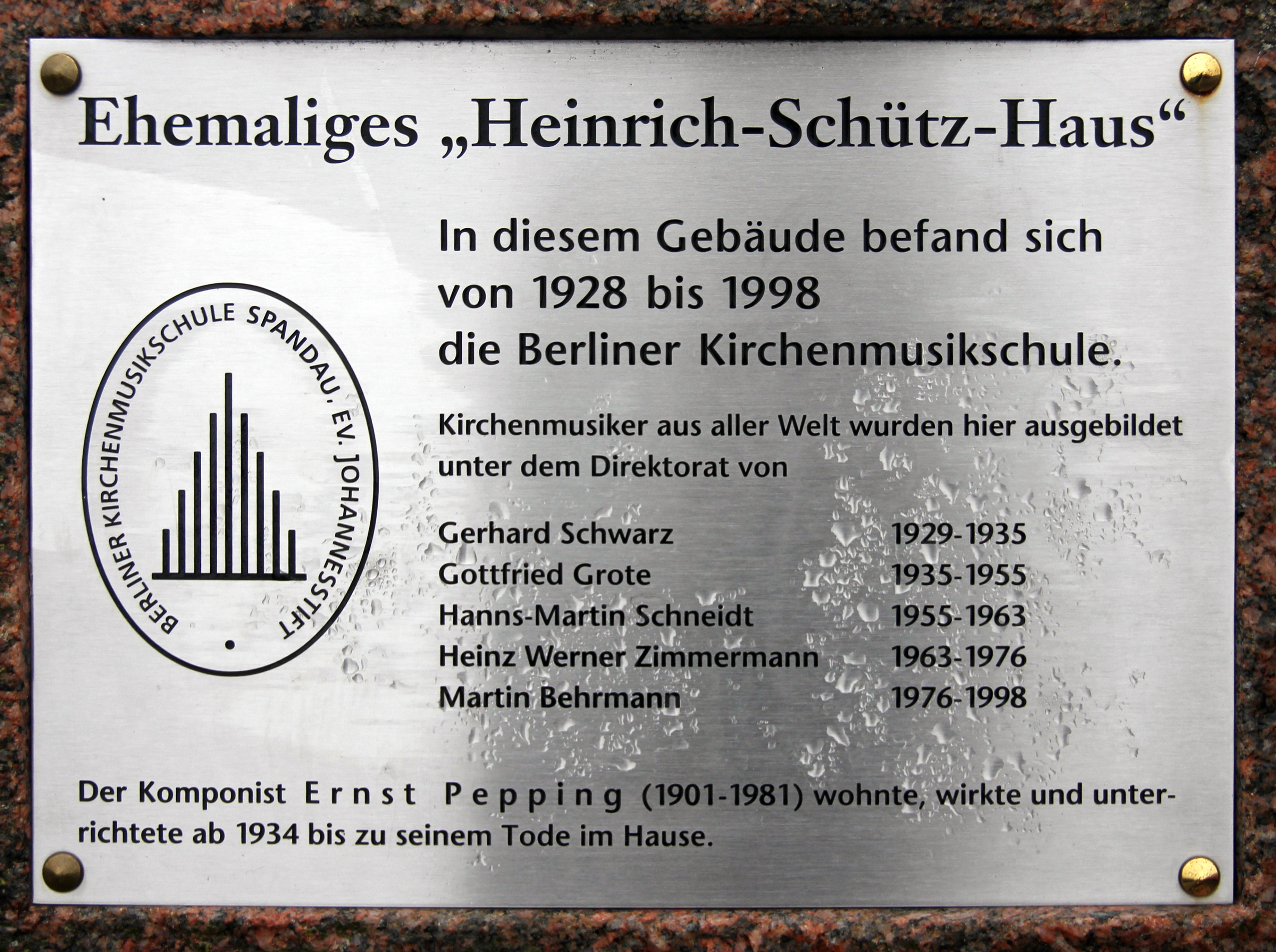
Gedenktafel am „Janusz-Korczak-Haus“, Schönwalder Allee 26, in Berlin-Hakenfelde

Seine Kindheit verlebte Hanns-Martin Schneidt in Leipzig. 1940 wurde er Mitglied des Thomanerchores der Thomasschule und Schüler von Thomaskantor Günther Ramin. Sein weiteres Musikstudium absolvierte er von 1949 bis 1952 an der Münchner Musikhochschule. Noch während seines Studiums begann er als Chorleiter und Organist an der Münchner Erlöserkirche zu arbeiten. 1954 gewann er den Richard-Strauss-Preis der Stadt München.
Im Jahre 1955 berief man den gerade erst 25 Jahre alten Schneidt zum Direktor der Kirchenmusikschule in Berlin. 1961–1963 leitete er das von ihm gegründete Bach-Collegium und den Bach-Chor an der Kaiser-Wilhelm-Gedächtniskirche. Danach wechselte er nach Hamburg und lehrte von 1971 bis 1978 als Professor an der dortigen Musikhochschule. 1963–1985 war Schneidt GMD des Sinfonieorchesters Wuppertal. Von 1984 bis 2001 hatte er die Leitung des Münchener Bach-Chores inne, ab 1985 zugleich auch Professor für Orchesterleitung und Kirchenmusik an der Hochschule für Musik und Theater München. Hanns-Martin Schneidt wurde für seine Arbeit und sein leidenschaftliches Engagement für die Musik mehrfach ausgezeichnet, u. a. mit dem Eduard von der Heydt-Kulturpreis der Stadt Wuppertal, mit der Medaille „München leuchtet“, dem Bundesverdienstkreuz und dem Bayerischen Verdienstorden.
Hanns-Martin Schneidt arbeitete immer wieder mit vielen deutschen Sinfonieorchestern als Gastdirigent, unter anderem mit den Berliner Philharmonikern, den Münchner Philharmonikern oder dem Rundfunk-Sinfonieorchester Berlin (RSB).
Eine umfangreiche Diskografie zeugt von seinem langjährigen künstlerischen Schaffen.